# Alexia Stresi
Alexia Stresi (* 11. září 1971 Nantes) je francouzská herečka. Studovala na FAMU v Praze. Svou první filmovou roli dostala v roce 1993 ve snímku Malá apokalypsa režiséra Costy-Gavrase, u kterého v té době studovala. Později hrála v řadě dalších filmů a seriálů. Studovala scenáristiku a v roce 2000 byl její scénář Sans plomb zfilmován. Je autorkou knihy Les avatars d'Asalmane (2005). Roku 2017 vydala román Looping.

## Filmografie (výběr)
- Malá apokalypsa (1993)
- Grande petite (1994)
- Les Cent et une nuits de Simon Cinéma (1995)
- Vive la république (1997)
- Trop (peu) d'amour (1998)
- Sentimental Education (1998)
- Sans plomb (2000)
- Total western (2000)
- Hluboko v lesích (2000)
- Faites comme si je n'étais pas là (2000)
- Bratři Sestrovi (2000)
- Origine contrôlée (2001)
- Le Quatrième morceau de la femme coupée en trois (2007)
- Čtyři milenci (2010)
- Mes Héros (2012)